# Танака Ао
Танака Ао (яп. 田中 碧; нар. 10 вересня 1998) — японський футболіст, що грає на позиції півзахисника за німецьку «Фортуну».

## Клубна кар'єра
У дорослому футболі дебютував 2017 року виступами за команду клубу «Кавасакі Фронтале».

## Кар'єра в збірній
Дебютував 2019 року в офіційних матчах у складі національної збірної Японії. У формі головної команди країни зіграв 2 матчі.

## Статистика виступів
| Збірна Японії | Збірна Японії | Збірна Японії |
| Рік           | Матчі         | Голи          |
| ------------- | ------------- | ------------- |
| 2019          | 2             | 0             |
| Загалом       | 2             | 0             |

## Титули і досягнення
- Чемпіон Японії: 2017, 2018, 2020
- Володар Кубка Імператора Японії: 2020
- Володар Кубка Джей-ліги: 2019
- Володар Суперкубка Японії: 2019, 2021